# Sebastian Boenisch
Sebastian Boenisch (Gliwice, 1 de fevereiro de 1987) é um futebolista teuto-polonês que atua como lateral-esquerdo. Atualmente, joga pelo Bayer Leverkusen.

## Títulos
Werder Bremen
- Copa da Alemanha: 2008–09

Seleção Alemã Sub-21
- Eurocopa Sub-21: 2009